# Job Air
Job Air was een Tsjechische luchtvaartmaatschappij met thuisbasis in Ostrava.

## Bestemmingen
Job Air voerde lijnvluchten uit naar: (juli 2007)
- Ostrava, Wenen.

## Vloot
Job Air vloog onder meer met vliegtuigen van het type Saab SF340.